# Phaeocollybia ratticauda
Phaeocollybia ratticauda är en svampart som beskrevs av E. Horak 1973. Phaeocollybia ratticauda ingår i släktet Phaeocollybia och familjen spindlingar.   Inga underarter finns listade i Catalogue of Life.